# Uhr der fließenden Zeit

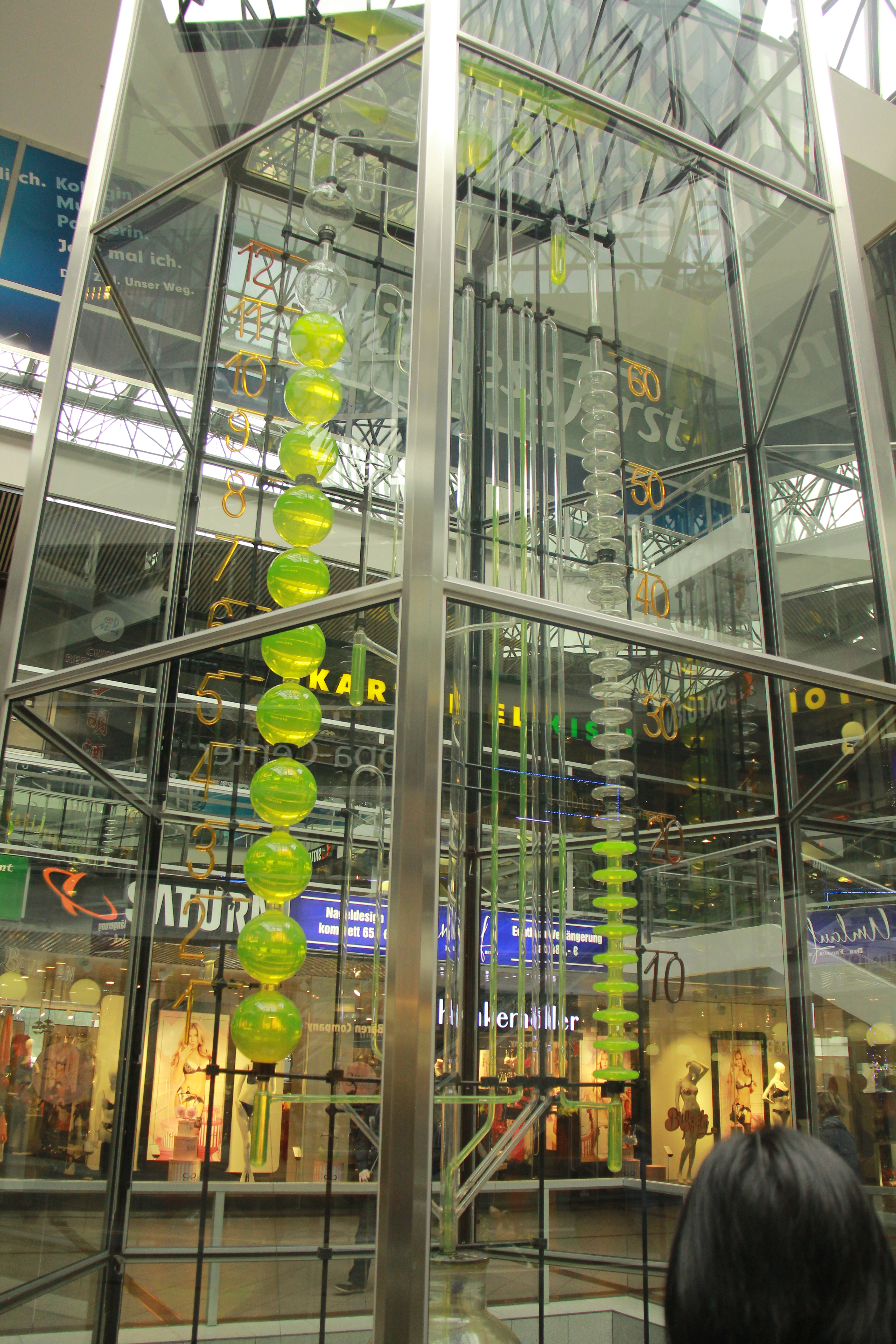
Uhr der fließenden Zeit

Die Uhr der fließenden Zeit ist eine 13 Meter hohe Wasseruhr im Berliner Europa-Center, die sich über drei Etagen erstreckt. Die Uhr wurde von dem Franzosen Bernard Gitton entworfen und 1982 aufgestellt. Die Zeit wird bei dieser Uhr in einem Kreislauf durch flüssigkeitsgefüllte Glaskugeln angezeigt, deren kleinste im 144-Sekunden-Takt gefüllt werden. In der unteren Hälfte der Uhr schwingt zusätzlich ein Pendel.
Diese moderne Art einer Wasseruhr stellt den Ablauf von Minuten und Stunden im Zwölf-Stunden-Takt dar. In einem System gläserner, zu Türmen angeordneter Kugeln und kommunizierender Röhren fließt farbiges Wasser und ermöglicht mittelbar die Anzeige der jeweiligen Uhrzeit. Immer um 1 Uhr und um 13 Uhr leert sich das gesamte System – nur die Stundenanzeige von 1 Uhr bzw. 13 Uhr bleibt sichtbar – und der Zyklus beginnt von neuem.
Vor dem nördlichen Eingang des Europa-Centers an der Budapester Straße steht als vergleichbares Pendant der Art, wie die Zeit auch noch angezeigt werden kann, die Berlin-Uhr, die auch fälschlicherweise als Mengenlehreuhr bezeichnet wird.

## Funktionsweise
Die Uhr ist im Grunde eine Pendeluhr. Die abgelaufene Zeit wird ermittelt, indem die vergangenen Schwingungen des Pendels gezählt werden. In normalen Pendeluhren wird dazu ein mechanisches Uhrwerk verwendet. Bei dieser Uhr hingegen dient der Fluss des Wassers zur Zählung der Pendelschwingungen. Die Konstruktion der Uhr ist so angelegt, dass der Wasserfluss um bis zu ±20 % schwanken kann, ohne dass die Ganggenauigkeit der Uhr beeinträchtigt wird.
Aus dem Vorratsbehälter im oberen Bereich fließt ein kontinuierlicher (aber nicht konstanter) Wasserstrom auf einen mit dem Pendel verbundenen Behälter, der ausreicht, um das sich während einer Pendelbewegung ansammelnde Wasser aufzunehmen. Die Schwingdauer des Pendels beträgt sechs Sekunden. Bei jeder Pendelbewegung gibt dieser Behälter seinen Inhalt einmal in den Kreislauf ab. Gleichzeitig dient dieser Wasserzufluss zur Aufrechterhaltung der Pendelbewegung.
Das System zur Zählung der erfolgten Pendelbewegungen beruht auf kommunizierenden Röhren und dem Prinzip des Saughebers. Zur unmittelbaren Zählung der Pendelschwingungen dienen mehrere Abschnitte jeweils in Form eines „N“ mit abgerundeten Ecken. Dabei gelangt das Wasser von oben rechts in das „N“ und verlässt es nach unten links, sobald der Füllstand der rechten beiden Teilschenkel über die linke obere Spitze des „N“ steigt. Dabei wird die gesamte im „N“ befindliche Flüssigkeit abgesaugt und vom darunter liegenden „N“ aufgenommen.
Durch diese Konstruktion verhält sich die Uhr recht tolerant gegenüber Schwankungen der Flüssigkeitszufuhr. Der erste „N“-Behälter läuft über, sobald ein bestimmtes Wasservolumen (V) eingeströmt ist. Am tolerantesten gegenüber Schwankungen im Zufluss ist eine Konstruktion, in der jeder Behälter nach der zweiten Befüllung überläuft und sich das Überlaufvolumen in jeder Stufe verdoppelt. Der Zufluss pro Pendelschwingung muss dann zwischen V/2 und V liegen, er kann also um den Faktor 2 schwanken, ohne dass die Ganggenauigkeit beeinträchtigt wird.
Bei dieser Uhr ist dieses Prinzip so bei den ersten drei Behältern umgesetzt, der vierte und letzte Behälter läuft dagegen bei der dritten Befüllung über. Dafür muss bei jeder Entleerung des dritten Behälters zwischen einem Drittel und der Hälfte des Überlaufvolumens des letzten Behälters an Wasser zufließen, um die Ganggenauigkeit zu erhalten. Bei korrektem Ablauf läuft der letzte Behälter also nach 24 Pendelschwingungen über.
Während die „N“-Kaskade läuft, füllt sich über der Minutenanzeige der Uhr ein Behälter, dessen Volumen einer Anzeige von etwas mehr als zwei Minuten (exakt 144 Sekunden) entspricht; nach der vollständigen Befüllung läuft der Behälter über, in Richtung des Stunden-Vorratsbehälters. Wenn das untere der vier „N“ nach 144 Sekunden überläuft, wird im Rohr darüber ein Unterdruck erzeugt, der sich auf den Abfluss des gefüllten Behälters über der Minutenanzeige überträgt und diesen nach dem Prinzip des Saughebers in die Minutenanzeige entleert. Die Minutensäule ist zwar im Zwei-Minuten-Rhythmus markiert (Glaszacken), wird aber im 144-Sekunden-Rhythmus befüllt. Dieser geringe  Unterschied ist nur bei genauer Beobachtung sichtbar. 
Nach Ablauf einer Stunde läuft die (auch N-förmige) Minutenanzeige über und löst über einen ähnlichen Saugmechanismus die Befüllung eines Stundenbehälters aus. Jeweils um 1 Uhr und um 13 Uhr leert sich auch der Stundenbehälter und der Zyklus beginnt von neuem.
Das ablaufende Wasser wird im unteren Bereich der Uhr gesammelt und in regelmäßigen Abständen wieder in das Reservoir im oberen Bereich der Uhr gepumpt (etwa alle zehn Minuten). Das ist die einzige Energiezufuhr im gesamten System.

## Details
- Es sind keine überflüssigen Rohre vorhanden. Sämtliche Rohre der Uhr sind für die Funktionsweise der Uhr notwendig.
- Die Kugel für 1 Uhr ist nicht mit den Kugeln für die anderen Stunden verbunden, obwohl die Konstruktion einen anderen Eindruck erweckt. Bei genauer Betrachtung ist zu erkennen, dass ihr Inhalt nicht mit den anderen Stundenkugeln verbunden ist. Stattdessen führt von der unmittelbar darüberliegenden „2“ ein dünnes Rohr durch die Mitte der „1“ direkt zum Auffangbehälter im unteren Bereich der Uhr.
- Die Flüssigkeit ist mit Fluorescein angefärbt und fluoresziert im Licht der UV-Lampen und scheint daher von selbst zu leuchten.